# Per Ganneviks stiftelse för kulturella ändamål

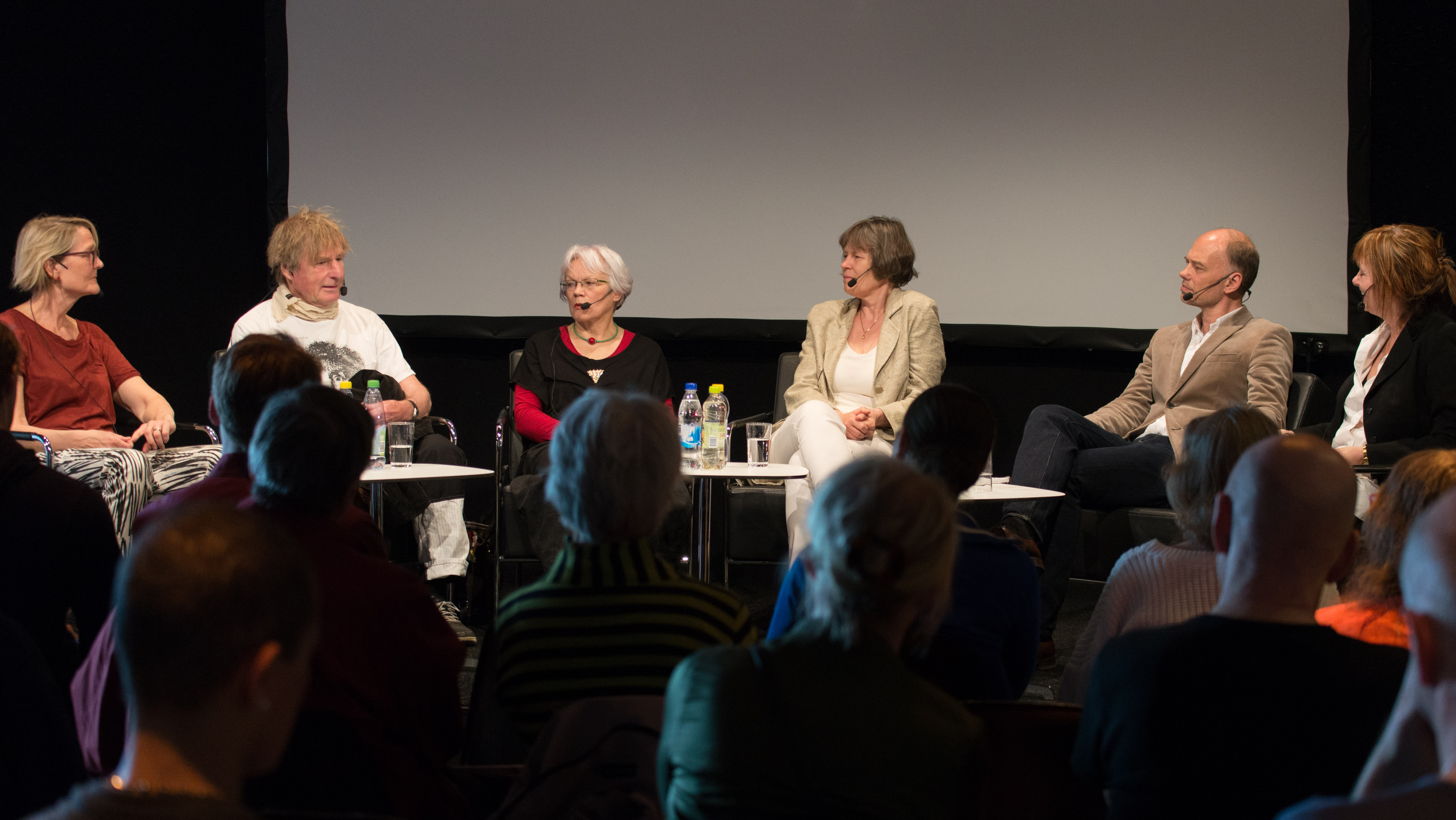
Gannevik Talks med fyra av pristagarna 2015 på Kulturhuset i Stockholm. Från vänster: Ann Petrén, Niklas Ek, Britta Marakatt-Labba och Karin Rehnqvist. Moderatorer: Niklas Hjulström och Gunilla Kindstrand.

Per Ganneviks stiftelse för kulturella ändamål delar ut av Per Ganneviks stipendium årligen sedan 2013.
Per Gannevik testamenterade huvuddelen, 60 miljoner kronor, av sin kvarlåtenskap till Konstnärsnämnden
för att skapa Per Ganneviks stiftelse för kulturella ändamål. Sex stipendier på vardera 500 000 kronor ges till verksamma konstnärer inom bild, form, musik, teater, dans och film. Mellan 2013 och 2019 utdelades fem stipendier då bild och form var en kategori, men från och med 2020 utses två separata stipendiater.  

## Stipendiater
| År   | Bild/form             | Dans               | Film            | Musik            | Teater                                   |
| ---- | --------------------- | ------------------ | --------------- | ---------------- | ---------------------------------------- |
| 2013 | Annika von Hausswolff | Cristina Caprioli  | Lukas Moodysson | Anders Hillborg  | Sören Brunes                             |
| 2014 | Sirous Namazi         | Helena Franzén     | Jan Troell      | Ale Möller       | Suzanne Osten                            |
| 2015 | Britta Marakatt-Labba | Niklas Ek          | Ann Petrén      | Karin Rehnqvist  | Lars Norén                               |
| 2016 | Karin Mamma Andersson | Kenneth Kvarnström | Pernilla August | Neneh Cherry     | Staffan Göthe                            |
| 2017 | Marie-Louise Ekman    | Birgitta Egerbladh | Per Åhlin       | Nina Stemme      | Eva Rydberg                              |
| 2018 | Cecilia Edefalk       | Örjan Andersson    | Stefan Jarl     | Martin Fröst     | Josette Bushell-Mingo                    |
| 2019 | Ulf Rollof            | Alexander Ekman    | Nahid Persson   | Merit Hemmingson | Staffan Valdemar Holm Bente Lykke Møller |

| År   | Bild             | Form               | Dans           | Film                 | Musik           | Teater         |
| ---- | ---------------- | ------------------ | -------------- | -------------------- | --------------- | -------------- |
| 2020 | Enno Hallek      | Bea Szenfeld       | Ana Laguna     | Michał Leszczyłowski | Jason Diakité   | Tilde Björfors |
| 2021 | Christine Ödlund | Kollektivet Mycket | Niki Tsappos   | Roy Andersson        | Goran Kajfeš    | Ingela Olsson  |
| 2022 | Ulla Wiggen      | Mats Jonsson       | Efva Lilja     | Tarik Saleh          | Karin Dreijer   | Robert Fux     |
| 2023 | Leif Elggren     | Katarina Spik Skum | Damon Frost    | Mia Engberg          | Laleh Pourkarim | Siri Hamari    |
| 2024 | Sam Hultin       | Wanja Djanaieff    | Virpi Pahkinen | Ruben Östlund        | Mats Edén       | Erik Holmström |